# Zentrale areoläre Aderhautdystrophie
Die Zentrale areoläre Aderhautdystrophie oder Zentrale areoläre Choroidea-Dystrophie (CACD)  ist eine nicht seltene angeborene Augenerkrankung mit Atrophie im Gelben Fleck (Makula). Sie tritt erst im Erwachsenenalter in Erscheinung.
Synonyme sind: Aderhautdystrophie, areoläre zentrale; Arteriosklerose der Aderhaut; englisch Central senile areolar choroidal dystrophy; Choroidal angio-sclerosis; Central areolar choroidal sclerosis; Familial central areolar choroidal atrophy; Central areolar choroidal atrophy
Die Erstbeschreibung stammt aus dem Jahre 1952 durch Petrus Johannes Waardenburg.

## Verbreitung
Die Häufigkeit wird mit 1–9 zu 100.000 angegeben, die Vererbung erfolgt autosomal-dominant. Die Zahl lebender Betroffener wird mit unter 50.000 angegeben.

## Pathologie
Bei einer Gewebsuntersuchung findet sich eine umschriebene Atrophie von Photorezeptor, Pigmentepithel und Aderhaut.

## Ursache
Je nach zugrunde liegender Mutation können folgende Typen unterschieden werden:
- Typ 1 mit Mutationen im GUCY2D-Gen auf Chromosom 17 Genort p13.1[5]
- Typ 2 (häufigste Form) mit Mutationen im PRPH2-Gen auf Chromosom 6 an p21.1[6]
- Typ 3 mit bislang unbekannten Mutationen[7]

## Klinische Erscheinungen
Klinische Kriterien sind:
- Manifestation im Erwachsenenalter meist zwischen 30 und 60 Jahren
- im Zentrum der Makula umschriebene Atrophie mit Verlust oder Fehlen von Photorezeptoren, Netzhautpigmentepithel und Aderhaut
- fortschreitende Abnahme der Sehkraft, langsamer Visusverlust
- Leseschwierigkeiten ab dem 20 – 40. Lebensjahr

## Einteilung
Auf Basis der Ophthalmoskopie können folgende Stadien unterschieden werden:
- Stadium 1, minimale umschriebene Pigmentveränderung um die Fovea centralis
- Stadium 2, runde bis ovale atrophische, hypopigmentierte und schlecht abgegrenzte Areale
- Stadium 3, ein oder mehrere gut abgegrenzte Flecken mit Atrophie außerhalb der Fovea centralis
- Stadium 4, Atrophie gut abgegrenzt und umfasst die Fossa centralis. Führt zum Visusverlust

## Diagnose
Die Diagnose ergibt sich aus der Augenärztlichen Untersuchung:
- Farbensehen unspezifisch verändert
- Gesichtsfeld mit zentralen oder parazentralen Skotomen, peripher normal

## Differentialdiagnostik
Abzugrenzen sind:
- Geographische Atrophie
- Progressive Retinaatrophie (Netzhautdystrophie des retinalen Pigmentepithels[8])
- Kurzsichtigkeit
- Morbus Stargardt
- Best-Krankheit
- Zapfen-Stäbchen-Dystrophie
- North-Carolina-Makuladystrophie[9]
- Musterdystrophien des retinalen Pigmentepithels[10]

## Therapie
Eine ursächliche Behandlung abgesehen von Sehhilfen ist nicht möglich.